# Cidaphus koreensis
Cidaphus koreensis là một loài tò vò trong họ Ichneumonidae.